# Hugo Klages
Hugo Klages (Jalón, 14 dicembre 1998) è un giocatore di football americano tedesco, che gioca come defensive tackle per i Rhein Fire.
Dopo aver giocato fino al 2013 per i ai New Yorker Lions, nel 2020 si trasferisce alla squadra universitaria statunitense degli UMass Minutemen. Dal 2024 gioca in ELF con i Rhein Fire.

## Palmarès
- 1 ELF Championship (Rhein Fire, 2024)